# جون هاسي
جون هاسي (بالإنجليزية: John Haase)‏ هو مهرب مخدرات بريطاني، ولد في 1948 في ليفربول في المملكة المتحدة.